# Leucosyrinx verrillii
Leucosyrinx verrillii là một loài ốc biển, là động vật thân mềm chân bụng sống ở biển trong họ Turridae.

## Miêu tả
Kích thước vỏ ốc khoảng 23 mm and 38 mm.

## Phân bố
Loài này phân bố ở vùng biển Châu Âu dọc theo British Isles và the Bay of Biscay, ở Đại Tây Dương dọc theo Açores, Cape Verde, Maroc; từ North Carolina to Brasil, in Vịnh Mexico, Biển Caribe và Tiểu Antilles.